# 임자도
임자도(荏子島)는 전라남도 신안군 임자면 임자군도의 본섬이다.

## 개요
임자라는 명칭은 들깨가 생산된다고 하여 붙었다고 한다. 신안군의 최북단에 위치하며, 광주로부터 90km, 목포로부터 66.6km 지점에 있다.
지질은 산성화산암류가 대부분이다. 해안선은 복잡하며, 동쪽 해안선에 염전이 있다. 섬 전체가 모래 언덕으로 이루어져 있고, 물치, 모래치 라고 부르는 물웅덩이가 많이 있다.
YG엔터테인먼트 소속으로 CJ엔터테인먼트의 프로젝트 아이돌 그룹인 WINNER의 맏형 김진우가 임자도 출신이기도 하다.
임자도 주민들은 "우익계로 분류돼 죽은 994명을 비롯해 1950년 7월부터 9월까지 3개월 동안 1만여 명의 주민 중 2000∼3000명이 좌·우익의 극한 대립에서 희생당했다"고 전하면서 중앙정보부가 발표한 임자도 거점 간첩단 사건의 거점지이기도 하다.

## 행정 구역 변동
- 기원전 1세기 : 마한에 속함
- 6세기 : 백제에 속함
- 7세기 : 신라에 속함
- 10세기 : 고려 수군통제사가 주둔하여 자은도(慈恩島)까지 관할
- 1748년 (영조 24년) : 영광군에 속함
- 1895년 (고종 32년) : 지도군에 속함
- 1914년 : 무안군에 속함
- 1969년 : 신안군에 속함

## 같이 보기
- 신안군
- 자은도
- 암태도
- 김진우